# Franco del Burundi
Il franco del Burundi (codice ISO 4217 BIF) è la valuta del Burundi. Sebbene sia nominalmente suddiviso in 100 centime, le monete in centesimi non sono mai state emesse da quando il Burundi si è dotato di una valuta propria. Solo quando il Burundi usava il franco del Congo belga c'erano monete in centesimi.

## Storia
Il franco è diventato la valuta del Burundi nel 1916, quando il Belgio ha occupato l'ex colonia tedesca e ha sostituito la rupia dell'Africa orientale tedesca col franco del Congo Belga. Quest'ultima valuta è rimasta fino al 1960, quando fu introdotto il franco del Ruanda e Burundi. Burundi ha iniziato ad emettere una moneta propria nel 1964.
Esistono progetti per introdurre una valuta comune, un nuovo scellino dell'Africa orientale, per i cinque stati membri della Comunità dell'Africa Orientale alla fine del 2015.

## Monete
Nel 1965, il Royaume de Burundi emise una moneta di bronzo da 1 franco. In 1968, Banque de la Republique du Burundi prese in carico la coniazione ed emise monete in alluminio da 1 e 5 franchi ed in cupro-nickel da 10 franchi. Le monete da 1 franco ha il bordo zigrinato mentre quelle da 5 e 10 franchi lo hanno liscio. Secondi tipi delle monete da 1 e 5 franchi sono state introdotte nel 1976, con lo stemma del Burundi.
Le monete in circolazione in Burundi sono:
- 1 franco di alluminio
- 5 franchi di alluminio; emissioni nel 1976 e nel 1980
- 10 franchi di cupronichel; emissioni nel 1968 e nel 1971

## Banconote
Nel 1964 le banconote della Banque d'Emission du Ruanda et du Burundi dai tagli di 5, 10, 20, 50, 100, 500 e 1000 franchi furono sovrastampate con la parola "Burundi" per l'uso nel paese. Queste furono seguite nel 1964 e nel 1965 da emissioni regolari negli stessi tagli dalla Banque du Royaume du Burundi.
Nel 1966 le banconote da 20 franchi e nei tagli superiori furono sovrastampate con la scritta di la Republique che copriva la dizione precedente di Royaume.
Emissioni regolari di questa banca iniziarono nei tagli di 10, 20, 50, 100, 500, 1000 e 5000 franchi. La banconota da 10 franchi fu sostituita da monete nel 1968. La banconota da 2000 franchi fu introdotta nel 2001, seguita da quella da 10 000 franchi nel 2004. Il verso del biglietto da 10 000 franchi presenta un'immagine di bambini a scuola, opera del fotografo statunitense Kelly Fajack.
I tagli attualmente disponibili sono:
- 10 franchi
- 20 franchi
- 50 franchi
- 100 franchi
- 500 franchi
- 1.000 franchi
- 2.000 franchi
- 5.000 franchi
- 10.000 franchi

## Tassi di cambio storici
Il 3 gennaio 2006 il franco era valutato 925 per US$1. Il 1º gennaio 2008 invece era valutato 1129,40 per dollaro statunitense.